# José Rodrigo de Almeida
José Rodrigo de Almeida (Lisboa, 1757 — Ponta Delgada, 8 de junho de 1832) foi um engenheiro militar do Exército Português.

## Biografia
Pertencia ao Real Corpo de Engenheiros do Exército Português, mas pouco sabemos do início da sua carreira militar. Desde cedo foi prestar serviço na Capitania-Geral dos Açores, onde em 1800 estava encarregado da Direcção-Geral de Obras Públicas na cidade de Angra, além de trabalhar na carta topográfica da ilha Terceira. 
Em 1805 assinava, como sargento-mor do Real Corpo de Engenheiros, uma planta do Castelo de São João Baptista do Monte Brasil e da cidade de Angra, hoje no arquivo de desenhos da Inspecção de Obras Militares. Em 1822 foi promovido a coronel, servindo então no Faial.
Quando da revolução liberal de 22 de junho de 1828, em Angra, foi nomeado membro do governo interino, por ser o oficial mais antigo, uma vez que o brigadeiro Castil Blanco recusou a sua nomeação. Em 1830, foi nomeado membro do Conselho de Justiça Militar e, nessa qualidade, acompanhou o exército liberal da Terceira para São Miguel. Adoecendo a bordo, veio a falecer no hospital de Ponta Delgada.
No posto de sargento-mor, em cumprimento a ordens da Real Junta da Fazenda dos Açores, realizou em 1804 uma planta da cidade da Horta, na ilha do Faial, com uma detalhada legenda, onde assinala as instituições e edifícios mais notáveis do espaço urbano e do espaço envolvente: Alfândega, Misericórdia, Conventos, Ermidas e Impérios. Particular atenção é dada às instalações militares - fortes e muralhas - e ao seu estado de conservação. Indica-se, por exemplo, "logar aonde a muralha esta arruinada". O espaço edificado da aglomeração urbana é figurado com detalhe, incluindo hortas e quintais. No porto, inscreve-se o "projecto de um molhe".
Esteve envolvido na fortificação da ilha Terceira e mais ilhas a ocidente, por determinação do então Capitão-general da Capitania Geral dos Açores, Francisco António de Araújo e Azevedo, de que deixou coleção de plantas.
Posteriormente, no contexto da Guerra Civil Portuguesa (1828-1834), integrou o Exército Libertador. Data deste período a "Planta da cidade de Angra, capital das ilhas dos Açores: offerecida ao Ill.mo e Ex.mo Sñr. Conde de Villa-Flor, membro da Regencia, Commandante das Forças Militares e Marechal de Campo".

## Obra
- 1801 - "Planta do Castelo de São João Baptista"[7]
- 1805 - "Planta do Castelo de São João Baptista"[8]
- 1806 - Carta Militar da ilha Terceira
- 1825 - Carta Militar da ilha Terceira
- 1804 - Carta das fortificações e baías do Faial
- 1805 - Carta das fortificações e baías do Faial
- 1804-1805 - Conjunto de plantas dos fortes que defendem a Horta
- 1822 - Conjunto de plantas e alçados de doze fortalezas da ilha das Flores e da ilha do Corvo[9]